# Theo Reuter
Theodor Karl Reuter (* 12. September 1905 in München; † nach 1941) war ein deutscher Bandleader, Komponist und Arrangeur.

## Leben und Wirken
Reuter leitete in den späten 1930er und frühen 1940er Jahren ein Tanzorchester, mit dem er auf dem Label Schallplatten-Volksverband ab 1939 Schlager und Tanzmusik, z. T. Swing-orientierte Titel wie Das gewisse Etwas von Franz Grothe (T4703, Gesang Hans Bauer), Wolgawellen (M1840), Dulli Öh (M1854, mit Paul Erdtmann, Gesang), Tabu (T4690, Gesang: Erwin Hartung), War’s auch nur ein Traum (M1810, Gesang: Greta Hofer), Lampenfieber (M1812), Ja, das ist meine Melodie (M1912, Gesang: Paul Dorn), Rosmarie, vergiß mich nie (M1780, Gesang Bert Grothe) und Melodia – Hörst du mein heimliches Rufen? (M1761, Gesang Heinz Großmann) sowie Lieder aus Filmen wie Mach’ dir keine Sorgen einspielte. Darunter waren auch patriotische Lieder zur Truppenunterhaltung wie das  Seekriegslied Matrosenlied (Wir fahren gegen Engelland) mit dem Text von Hermann Löns/ Es ist so schön Soldat zu sein von Herms Niel (M2088) sowie eine Coverversion von Lili Marleen mit der Sängerin Marga Popp.
Reuter spielte mit seinem Orchester daneben auch einige Jazz-orientierte Nummern ein wie Klarifari, Kontraste, Schatten, Golfstrom und Wolgawellen (letztere von Helmuth Wernicke) mit Solisten wie Otto Türksch (Trompete), Hermann Plato (Posaune), Kurt Schieke (Klarinette, Saxophon), Eugen Henkel, Kurt Abraham und Herbert Müller (Saxophone). Der Diskograf Tom Lord listet im Bereich des Jazz zwischen September 1940 und Februar 1941 fünf Aufnahmesessions.  Reuter komponierte eine Reihe von Titeln wie Ballade (Text Ludwig Bernauer), Herz-Solo, Ich komm’ wieder kleine Geisha und Liebes, kleines Fräulein.
Der Bandleader ist nicht mit dem Baritonsänger und Gesangslehrer Franz Theo Reuter (1899–1970) zu verwechseln.